# دنا هد
دنا هد (انگلیسی: Dena Head؛ زادهٔ ۱۶ اوت ۱۹۷۰) بازیکن بسکتبال، و سرمربی (بسکتبال) اهل ایالات متحده آمریکا است.
از باشگاه‌هایی که در آن بازی کرده‌است می‌توان به فینکس مرکوری اشاره کرد.